# レタルレウ県
レタルレウ県（レタルレウけん、スペイン語: Departamento de Retalhuleu）は、グアテマラ南西部にある県。太平洋に臨み、背後には山脈が控える。総面積は1856平方キロで、人口は24万1411人（2002年）である。県都はレタルレウ。
もっとも多いネイティブ・アメリカンはキチェ族で、県内にはタカリク・アバフやサン・フアン・ノイなどの先史時代の史跡が数多く残る。

## 隣接する県
- サン・マルコス県
- ケツァルテナンゴ県
- スチテペケス県

## 下位行政区
県は下記の9市からなる（アルファベット順）。
1. チャンペリコ市 (Champerico)
2. エル・アシンタル市 (El Asintal)
3. ヌエボ・サン・カルロス市 (Nuevo San Carlos)
4. レタルレウ市 (Retalhuleu)
5. サン・アンドレス・ビジャ・セカ市 (San Andrés Villa Seca)
6. サン・フェリペ市 (San Felipe)
7. サン・マルティン・サポティトラン市 (San Martín Zapotitlán)
8. サン・セバスティアン市 (San Sebastián)
9. サンタ・クルス・ムルア市 (Santa Cruz Muluá)